# Чанаклия
Чанаклия (на македонска литературна норма: Чанаклија) е село в община Василево на Северна Македония.

## География
Селото е разположено северно от Струмица, в южните склонове на Огражден.

## История
В „Етнография на вилаетите Адрианопол, Монастир и Салоника“, издадена в Константинопол в 1878 година и отразяваща статистиката на населението от 1873 година, Чанакчалия (Tchanaktchalya) е посочено като село с 23 домакинства, като жителите му са 25 мюсюлмани и 38 българи. Според статистиката на Васил Кънчов („Македония. Етнография и статистика“) от 1900 година Чанакли е населявана от 400 жители турци.
След Балканските войни турското население на селото се изселва и на негово място са заселени бежанци кукушани.
Според преброяването от 2002 година селото има 598 жители.
| Националност | Всичко |
| македонци    | 554    |
| албанци      | 0      |
| турци        | 41     |
| роми         | 0      |
| власи        | 0      |
| сърби        | 0      |
| бошняци      | 0      |
| други        | 3      |